# Філіпп Сард
Філі́пп Сард (фр. Philippe Sarde; нар. 21 червня 1948 в Нейї-сюр-Сен) — французький композитор, що пише музику виключно для кіно. Є автором саундтреків понад 200 фільмів. Окрім французького кіно, Сард працював над фільмами італійського, німецького, іспанського, англійського та американського виробництва.
Старший брат відомого кінопродюсера Алена Сарда.

## Біографія
Філіпп був залучений в музичне середовище з ранніх років. Його мати працювала співачкою в Паризькій опері. У трирічному віці Філіпп почав осягати фортепіано, а у віці п'яти років батько віддав його до Паризьку консерваторію під наставництво відомого французького музичного педагога Ноеля Галлона.
Одним із захоплень Сарда було кіно, чим пояснювалося, наприклад, колекціонування бобін із старими забутими французькими фільмами. У Сарда сформувалося бажання стати кінорежисером, але і своє навчання класичній музиці він залишати не хотів. У сімнадцять років Сард, перед яким постало питання про вибір заняття для свого подальшого життя, випустив два короткометражних фільми. На музику одного з них звернув увагу режисер Клод Соте і уклав з Сардом контракт на саундтрек для свого фільму «Життєві дрібниці», після того, як від співпраці відмовився іменитий французький кінокомпозитор Жорж Дельрю. Музика, яку було написано за один місяць для виконання 70 музикантами, вже містила в собі основні риси стилю, який простежується упродовж усієї творчості Сарда. В той час молодому композиторові виповнилося лише двадцять років.
Відтоді Сард писав музику як для авторського, так і для розважального кіно. У першому випадку — це, наприклад, фільми Робера Брессона, Марко Феррері, Бертрана Таверньє, а в іншому — Жоржа Лотнера, Джоела Серія́ або Жака Руфьє. У 80-і роки XX століття до них додалися картини Алена Корно, Жана-Жака Анно та Жака Дуайона.
Композитор неодноразово номінувався на премію «Сезар», отримавши перемогу лише один раз — за музику до фільму «Бароко». За саундтрек фільму «Тесс» Романа Полянського номінувався на «Оскар». Був членом журі Каннського кінофестивалю 1988 року.

## Особливості творчості
Оглядач на сайті Cinezik відмічає такі характерні риси для усієї творчості Сарда:
- наслідування тематики, але без естетичних компромісів
- почуття ситуації й атмосфери
- вишуканість мелодій та французькі традиції
- сміливі й оригінальні оркестровки

## Фільмографія
| Рік  | Назва                                             | Оригінальна назва                             | Режисер                          |
| ---- | ------------------------------------------------- | --------------------------------------------- | -------------------------------- |
| 1970 | Життєві дрібниці                                  | Les choses de la vie                          | Клод Соте                        |
| 1970 | Зі свободою за спиною                             | La liberté en croupe                          | Едуар Молінаро                   |
| 1970 | Макс і бляхарі                                    | Max et les ferrailleurs                       | Клод Соте                        |
| 1971 | Кіт                                               | Le chat                                       | П'єр Граньє-Дефер                |
| 1971 | Вдова Кудер                                       | La veuve Couderc                              | П'єр Граньє-Дефер                |
| 1972 | Сука                                              | La cagna                                      | Марко Феррері                    |
| 1972 | Право кохати                                      | Le droit d'aimer                              | Ерік Ле Хунг                     |
| 1972 | Сезар і Розалі                                    | César et Rosalie                              | Клод Соте                        |
| 1973 | Син                                               | Le fils                                       | П'єр Граньє-Дефер                |
| 1973 | Велике жрання                                     | La grande bouffe                              | Марко Феррері                    |
| 1973 | Дипломатичний багаж                               | La Valise                                     | Жорж Лотнер                      |
| 1973 | Двоє у місті                                      | Deux hommes dans la ville                     | Жозе Джованні                    |
| 1973 | Поїзд                                             | Le train                                      | П'єр Граньє-Дефер                |
| 1973 | Не чіпай білу жінку                               | Touche pas à la femme blanche                 | Марко Феррері                    |
| 1974 | Годинникар із Сен-Поля                            | L'horloger de Saint-Paul                      | Бертран Таверньє                 |
| 1974 | Помста Доротеї                                    | Dorotheas Rache                               | Петер Фляйшман                   |
| 1974 | Панівна раса                                      | La race des ’seigneurs’                       | П'єр Граньє-Дефер                |
| 1974 | Крижане серце                                     | Les seins de glace                            | Жорж Лотнер                      |
| 1974 | Ланселот Озерний                                  | Lancelot du Lac                               | Робер Брессон                    |
| 1974 | Вінсент, Франсуа, Поль та інші                    | Vincent, François, Paul… et les autres        | Клод Соте                        |
| 1975 | Щасливе розлучення                                | Un divorce heureux                            | Геннінг Карлсен                  |
| 1975 | Клітка                                            | La cage                                       | П'єр Граньє-Дефер                |
| 1975 | Жодних проблем!                                   | Pas de problème!                              | Жорж Лотнер                      |
| 1975 | Галети з Понт-Авена                               | Les galettes de Pont-Aven                     | Жоель Серіа                      |
| 1975 | Спогади про Францію                               | Souvenirs d'en France                         | Андре Тешіне                     |
| 1975 | Сім смертей за рецептом                           | Sept morts sur ordonnance                     | Жак Руффіо                       |
| 1975 | Прощавай, поліцейський                            | Adieu, poulet                                 | П'єр Граньє-Дефер                |
| 1975 | Сумка з кулями                                    | Un sac de billes                              | Жак Дуайон                       |
| 1975 | Божевільну — убити                                | Folle à tuer                                  | Ів Буассе                        |
| 1976 | Суддя і вбивця                                    | Le juge et l'assassin                         | Бертран Таверньє                 |
| 1976 | Остання жінка                                     | La dernière femme                             | Марко Феррері                    |
| 1976 | Пожилець                                          | Le locataire                                  | Роман Полянський                 |
| 1976 | Далі нікуди                                       | On aura tout vu                               | Жорж Лотнер                      |
| 1976 | Марі — лялька                                     | Marie-poupée                                  | Жоель Серфа                      |
| 1976 | Мадо                                              | Mado                                          | Клод Соте                        |
| 1976 | Бароко                                            | Barocco                                       | Андре Тешіне                     |
| 1976 | Слідчий Файяр на прізвисько «Шериф»               | Le Juge Fayard dit Le Shériff                 | Ів Буассе                        |
| 1977 | Віолетта і Франсуа                                | Violette & François                           | Жак Руффіо                       |
| 1977 | Бузкове таксі                                     | Un taxi mauve                                 | Ів Буассе                        |
| 1977 | Розпещені діти                                    | Des enfants gâtés                             | Бертран Таверньє                 |
| 1977 | Ймовірно, диявол                                  | Le diable probablement                        | Робер Брессон                    |
| 1977 | Усе життя попереду                                | La vie devant soi                             | Моше Мізрахі                     |
| 1977 | Краб-барабанщик                                   | Le Crabe-Tambour                              | П'єр Шендерфер                   |
| 1977 | Смерть негідника                                  | Mort d'un pourri                              | Жорж Лотнер                      |
| 1978 | Вони з'їхали з глузду, ці чаклуни                 | Ils sont fous ces sorciers                    | Жорж Лотнер                      |
| 1978 | Цукор                                             | Le sucre                                      | Жак Руффіо                       |
| 1978 | Проста історія (У кожного свій шанс)              | Une histoire simple                           | Клод Соте                        |
| 1978 | Ключ в дверях                                     | La clé sur la porte                           | Ів Буассе                        |
| 1978 | Прощавай, самець                                  | Ciao maschio                                  | Марко Феррері                    |
| 1979 | Підліток                                          | L'adolescente                                 | Жанна Моро                       |
| 1979 | Хто є хто                                         | Flic ou voyou                                 | Жорж Лотнер                      |
| 1979 | Сестри Бронте                                     | Les soeurs Brontë                             | Андре Тешіне                     |
| 1979 | Прошу притулку                                    | Chiedo asilo                                  | Марко Феррері                    |
| 1979 | Тесс                                              | Tess                                          | Роман Полянський                 |
| 1979 | Військовий лікар                                  | Le toubib                                     | П'єр Граньє-Дефер                |
| 1979 | Холодні закуски                                   | Buffet froid                                  | Бертран Бліє                     |
| 1979 | Жінка-поліцейський                                | La femme flic                                 | Ів Буассе                        |
| 1980 | Гра в чотири руки                                 | Le guignolo                                   | Жорж Лотнер                      |
| 1980 | Дорога незнайомка                                 | Chère inconnue                                | Моше Мізрахі                     |
| 1980 | Лулу                                              | Loulou                                        | Моріс Піала                      |
| 1980 | Поганий син                                       | Un mauvais fils                               | Клод Соте                        |
| 1980 | Чи розумно це?                                    | Est-ce bien raisonnable?                      | Жорж Лотнер                      |
| 1980 | Манеж                                             | Le Manège                                     | Марк Кар                         |
| 1981 | Вперед, сини вітчизни                             | Allons z'enfants                              | Ів Буассе                        |
| 1981 | Крила голубки                                     | Les ailes de la colombe                       | Бенуа Жако                       |
| 1981 | Вибір зброї                                       | Le choix des armes                            | Ален Корно                       |
| 1981 | Потрібно вбити Біргіт Хаас                        | Il faut tuer Birgitt Haas                     | Лоран Ейнеманн                   |
| 1981 | Історія звичайного безумства                      | Storie di ordinaria follia                    | Марко Феррері                    |
| 1981 | Вітчим                                            | Beau-père                                     | Бертран Бліє                     |
| 1981 | Бездоганна репутація                              | Coup de torchon                               | Бертран Таверньє                 |
| 1981 | Готель «Америка»                                  | Hôtel des Amériques                           | Андре Тешіне                     |
| 1981 | Історія з привидами                               | Ghost Story                                   | Джон Ірвін                       |
| 1981 | Боротьба за вогонь                                | La guerre du feu                              | Жан-Жак Ано                      |
| 1981 | Дивна справа                                      | Une étrange affaire                           | П'єр Граньє-Дефер                |
| 1982 | Тисяча мільярдів доларів                          | Mille milliards de dollars                    | Анрі Верней                      |
| 1982 | Північна зірка                                    | L'étoile du Nord                              | П'єр Граньє-Дефер                |
| 1982 | Шок                                               | Le choc                                       | Робін Девіс, Ален Делон          |
| 1982 | Нехай ті, у кого велика зарплата, піднімуть руку! | Que les gros salaires lèvent le doigt!        | Дені Граньє-Дефер                |
| 1982 | Честь капітана                                    | L'honneur d'un capitaine                      | П'єр Шендерфер                   |
| 1982 | Історія П'єри                                     | Storia di Piera                               | Марко Феррері                    |
| 1982 | Я вийшла заміж за тінь                            | J'ai épousé une ombre                         | Робін Девіс                      |
| 1983 | Любовна недуга (фільм, 1983)                      | Lovesick                                      | Маршалл Брікмен                  |
| 1983 | Стелла                                            | Stella                                        | Лоран Ейнеманн                   |
| 1983 | Обережно! В одній жінці може ховатися інша        | Attention une femme peut en cacher une autre! | Жорж Лотнер                      |
| 1983 | Друг Вінсана                                      | L’ami de Vincent                              | П'єр Граньє-Дефер                |
| 1983 | Офіціант                                          | Garçon!                                       | Клод Соте                        |
| 1984 | Перші бажання                                     | Premiers désirs                               | Девід Гемілтон                   |
| 1984 | Форт Саган                                        | Fort Saganne                                  | Ален Корно                       |
| 1984 | Піратка                                           | La pirate                                     | Жак Дуайон                       |
| 1984 | Хвойда                                            | La garce                                      | Крістіна Паскаль                 |
| 1984 | Весела Пасха                                      | Joyeuses Pâques                               | Жорж Лотнер                      |
| 1984 | Майбутнє літо                                     | L’été prochain                                | Надін Трентіньян                 |
| 1985 | Поза законом                                      | Hors-la-loi                                   | Робін Девіс                      |
| 1985 | Побачення                                         | Rendez-vous                                   | Андре Тешіне                     |
| 1985 | Джошуа тоді і тепер                               | Joshua Then and Now                           | Тед Котчефф                      |
| 1985 | Спокуса Ізабель                                   | La tentation d'Isabelle                       | Жак Дуайон                       |
| 1985 | Людина з очима з грошей                           | L'homme aux yeux d'argent                     | П'єр Граньє-Дефер                |
| 1985 | Гарем                                             | Harem                                         | Артюр Жоффе                      |
| 1986 | Мій зять убив мою сестру                          | Mon beau-frère a tué ma soeur                 | Жак Руффіо                       |
| 1986 | Пірати                                            | Pirates                                       | Роман Полянський                 |
| 1986 | Місце злочину                                     | Le lieu du crime                              | Андре Тешіне                     |
| 1986 | Мангеттенський проект                             | The Manhattan Project                         | Маршалл Брікмен                  |
| 1986 | Приватні уроки                                    | Cours privé                                   | П'єр Граньє-Дефер                |
| 1986 | Ми завжди говоримо до побачення                   | Every Time We Say Goodbye                     | Моше Мізрахі                     |
| 1986 | Стан несамовитості                                | L’état de grâce                               | Жак Руффіо                       |
| 1987 | Кумедний хлопчик                                  | Funny Boy                                     |                                  |
| 1987 | Комедія!                                          | Comédie!                                      | Жак Дуайон                       |
| 1987 | Два крокодила                                     | Les deux crocodiles                           | Жоель Серіа                      |
| 1987 | Внутрішні вороги                                  | Ennemis intimes                               | Дені Амар                        |
| 1987 | Втомившись від війни                              | De guerre lasse                               | Робер Енріко                     |
| 1987 | Невинні                                           | Les innocents                                 | Андре Тешіне                     |
| 1987 | Тонути забороняється                              | Noyade interdite                              | П'єр Граньє-Дефер                |
| 1988 | Будинок вбивств                                   | La maison assassinée                          | Жорж Лотнер                      |
| 1988 | Кілька днів зі мною                               | Quelques jours avec moi                       | Клод Соте                        |
| 1988 | Ведмідь                                           | L'ours                                        | Жан-Жак Анно                     |
| 1988 | Нефритовий будинок                                | La maison de jade                             | Надін Трентіньян                 |
| 1988 | Колір вітру                                       | La couleur du vent                            | П'єр Граньє-Дефер                |
| 1988 | Цвяхоїд                                           | Mangeclous                                    | Моше Мізрахі                     |
| 1989 | Ангели, що заблукали                              | Lost Angels                                   | Г'ю Хадсон                       |
| 1989 | Возз'єднання                                      | Reunion                                       | Джеррі Шацберг                   |
| 1989 | Нежданий гість                                    | L'invité surprise                             | Жорж Лотнер                      |
| 1989 | Диявол у плоті                                    | Devil in the Flesh                            | Скотт Мюррей                     |
| 1989 | Зима 54, абат П'єр                                | Hiver 54, l'abbé Pierre                       | Дені Амар                        |
| 1989 | Кімната на стороні                                | Chambre à part                                | Джекі Кукер                      |
| 1989 | Музична скринька                                  | Music Box                                     | Коста-Гаврас                     |
| 1990 | Дівчина з пагорбів                                | La fille des collines                         | Робін Девіс                      |
| 1990 | Повелитель мух                                    | Lord of the Flies                             | Гаррі Хук                        |
| 1990 | Підробка і її використання                        | Faux et usage de faux                         | Лоран Ейнеманн                   |
| 1990 | Маленький злочинець                               | Le petit criminel                             | Жак Дуайон                       |
| 1990 | Переддень руйнувань                               | Eve of Destruction                            | Дункан Гіббінс                   |
| 1990 | Таке життя                                        | C'est la vie                                  | Діана Кюрі                       |
| 1991 | Плем'я                                            | La tribu                                      | Ів Буассе                        |
| 1991 | Для Саші                                          | Pour Sacha                                    | Александр Аркаді                 |
| 1991 | Стара пані, що входить в море                     | La vieille qui marchait dans la mer           | Лоран Ейнеманн                   |
| 1991 | Я не цілуюся                                      | J'embrasse pas                                | Андре Тешіне                     |
| 1992 | Готельна резиденція                               | Room Service                                  | Жорж Лотнер                      |
| 1992 | Поліцейський загін Л.627                          | L.627                                         | Бертран Таверньє                 |
| 1992 | Голос                                             | La voix                                       | П'єр Граньє-Дефер                |
| 1992 | Макс та Ієремія                                   | Max & Jeremie                                 | Клер Девер                       |
| 1992 | Маленький апокаліпсис                             | La petite apocalypse                          | Коста-Гаврас                     |
| 1993 | Страждання юного Вертера                          | Le jeune Werther                              | Жак Дуайон                       |
| 1993 | Улюблена пора року                                | Ma saison préférée                            | Андре Тешіне                     |
| 1993 | Нічне таксі                                       | Taxi de nuit                                  | Серж Леруа                       |
| 1994 | Донька д'Артаньяна                                | La fille de d'Artagnan                        | Бертран Таверньє                 |
| 1994 | Улюблений син                                     | Le fils préféré                               | Ніколь Гарсія                    |
| 1994 | Фламандська дошка                                 | Uncovered                                     | Джим МакБрайд                    |
| 1995 | Маленький хлопчик                                 | Le petit garçon                               | П'єр Граньє-Дефер                |
| 1995 | Скажи мені «Так»                                  | Dis-moi oui…                                  | Александр Аркаді                 |
| 1995 | Неллі та пан Арно                                 | Nelly & Monsieur Arnaud                       | Клод Соте                        |
| 1996 | Злодії                                            | Les voleurs                                   | Андре Тешіне                     |
| 1996 | Понетт                                            | Ponette                                       | Жак Дуайон                       |
| 1997 | Війна Люсі                                        | Lucie Aubrac                                  | Клод Беррі                       |
| 1997 | Під іменем «К»                                    | K                                             | Александр Аркаді                 |
| 1997 | Брат                                              | Un frère                                      | Сільві Веред                     |
| 1997 | До бою!                                           | Le bossu                                      | Філіпп де Брока                  |
| 1997 | Червоне і чорне                                   | Le rouge et le noir                           | телевізійний, Жан-Даніель Верхак |
| 1998 | Аліса та Мартін                                   | Alice et Martin                               | Андре Тешіне                     |
| 2000 | Там моя батьківщина                               | Là-bas… mon pays                              | Александр Аркаді                 |
| 2001 | Мадемуазель                                       | Mademoiselle                                  | Філіпп Ліоре                     |
| 2001 | Усе пояснить сестра Мері                          | Sister Mary Explains It All                   | телевізійний, Маршалл Брікмен    |
| 2002 | Останній світанок                                 | Entre chiens et loups                         | Александр Аркаді                 |
| 2003 | Таємниця жовтої кімнати                           | Le mystère de la chambre jaune                | Бруно Подалідес                  |
| 2003 | Заблудні                                          | Les Égarés                                    | Андре Тешіне                     |
| 2003 | Раджа                                             | Raja                                          | Жак Дуайон                       |
| 2004 | Не такий поганий світ                             | Un mundo menos peor                           | Алехандро Аґресті                |
| 2004 | Невдоволені сестри                                | Les soeurs fâchées                            | Александра Леклер                |
| 2005 | Парфуми дами в чорному                            | Le parfum de la dame en noir                  | Бруно Подалідес                  |
| 2006 | Великий Мольн                                     | Le grand Meaulnes                             | Жан-Даніель Верхак               |
| 2006 | Мене звуть Елізабет                               | Je m'appelle Elisabeth                        | Жан-П'єр Амері                   |
| 2007 | Свідки                                            | Les témoins                                   | Андре Тешіне                     |
| 2009 | Донька лінії метро                                | La fille du RER                               | Андре Тешіне                     |
| 2010 | Шлюб утрьох                                       | Le mariage à trois                            | Жак Дуайон                       |
| 2010 | Одного дня я був…                                 | Once I Was                                    |                                  |
| 2013 | Набережна Орсе                                    | Quai d'Orsay                                  | Бертран Таверньє                 |
| 2013 | Молоді пари                                       | Young Couples                                 | Марк ді Доменіко                 |
| 2017 | Роден                                             | Rodin                                         | Жак Дуайон                       |

## Визнання
| Рік            | Категорія                 | Фільм                     | Результат |  |
| -------------- | ------------------------- | ------------------------- | --------- |  |
| Премія «Сезар» |                           |                           |           |  |
| 1977           | Найкраща музика до фільму | Бароко та Суддя та вбивця | Перемога  |  |
| 1978           | Найкраща музика до фільму | Краб-барабанщик           | Номінація |  |
| 1979           | Найкраща музика до фільму | Проста історія            | Номінація |  |
| 1980           | Найкраща музика до фільму | Тесс                      | Номінація |  |
| 1982           | Найкраща музика до фільму | Боротьба за вогонь        | Номінація |  |
| 1988           | Найкраща музика до фільму | Невинні                   | Номінація |  |
| 1995           | Найкраща музика до фільму | Донька д'Артаньяна        | Номінація |  |
| 1996           | Найкраща музика до фільму | Неллі та пан Арно         | Номінація |  |
| 1998           | Найкраща музика до фільму | До бою!                   | Номінація |  |
| 2011           | Найкраща музика до фільму | Принцеса де Монпансьє     | Номінація |  |
| Премія «Оскар» |                           |                           |           |  |
| 1981           | Найкраща музика до фільму | Тесс                      | Номінація |  |
|                |                           |                           |           |  |
| 1993           | Премія Жозефа Плато       | Премія Жозефа Плато       | Перемога  |  |